# Sítio arqueológico Serranía La Lindosa
O sítio arqueológico Serrania La Lindosa é um dos sítios arqueológicos mais importantes da Colômbia com uma história de 12.000 anos. O sítio está localizado a menos de 16 quilômetros de San Jose del Guaviare, uma cidade na fronteira com a floresta amazônica. A autoridade dos parques nacionais declarou o local como Área Arqueológica Protegida em 2020.
Arqueólogos descobriram no local arte rupestre de 13 quilômetros de extensão, conhecida como a "Capela Sistina dos Antigos" na bacia amazônica do noroeste colombiano: a cordilheira Serranía de la Lindosa. As pinturas detalhadas retratam a vida nesta região quando a floresta tropical ainda era uma savana, cerca de 12.000 anos atrás. Animais da era do gelo que agora estão extintos estão representados nos desenhos, incluindo o mastadonte, preguiças gigantes e cavalos da época glacial.